# Сан-Мауро-Форте
Сан-Мауро-Форте (итал. San Mauro Forte) — коммуна в Италии, расположена в регионе Базиликата, подчиняется административному центру Матера.
Население составляет 2306 человек (на 2001 г.), плотность населения составляет 26,5 чел./км². Занимает площадь 86,89 км². Почтовый индекс — 75010. Телефонный код — 0835.
Покровителем коммуны почитается святой Мавр, празднование 16 января.